# Фіхтах
Фіхтах (нім. Viechtach) — місто в Німеччині, розташоване в землі Баварія. Підпорядковується адміністративному округу Нижня Баварія. Входить до складу району Реген.
Площа — 62,48 км2. Населення становить 8446 ос. (станом на 31 грудня 2020).